# خاموشی (اخترشناسی)
خاموشی اصطلاحی است در اخترشناسی برای توصیفِ جذب و پراکندگی تابش الکترومغناطیسی بوسیله ماده (غبار و گاز) میانِ یک جرم آسمانیِ ساطع کننده و بیننده. خاموشی بین ستاره‌ای، خاموشی کهکشانی نیز نامیده می‌شود وفتی در کهکشان راه شیری روی دهد. نخستین مشاهده این نوع خاموشی در کهکشان راه شیری در سال ۱۹۳۰ توسط رابرت یولیوس ترامپلر گزارش شد.
در سال ۱۸۶۷ تاثیرات این رخداد توسط فریدریش گئورگ ویلهلم فون اشتروو گزارش شد.